# Aleksandrovsk-Sachalinskij rajon
Aleksandrovsk-Sachalinskij rajon (in russo Александровск-Сахалинский район?) è un rajon dell'Oblast' di Sachalin, nell'Estremo oriente russo. Istituito nel 1925, ha come capoluogo Aleksandrovsk-Sachalinskij, ricopre una superficie di 4 777,4 km² ed ospitava nel 2010 una popolazione di circa 3 500 abitanti.